# Zasad
Zasad (Servisch cyrillisch Засад) is een plaats in de Servische gemeente Kraljevo. De plaats telt 109 inwoners (2002).